# I Wanna Be with You
Pour les articles homonymes, voir I Wanna Be et Be with you.
I Wanna Be with You est un album suivi de l'album So Real de Mandy Moore.

## Pistes
1. I Wanna Be with You
2. Everything My Heart Desires
3. Want You Back
4. The Way To My Heart
5. So Real (Wade Robson Remix)
6. Lock Me In Your Heart
7. Walk Me Home
8. I Like It
9. So Real
10. Candy (Wade Robson Remix)
11. Your Face
12. I Wanna Be With You (Soul Solution Remix)
13. [CD-Rom Track]